# 刘小康
刘小康（1978年8月—），男，汉族，中华人民共和国政治人物。现任重庆理工大学党委常委、副校长，教授，博士生导师。第十四届全国政协委员。